# 메리 볼랜드
메리 볼랜드(Mary Boland, 1882년 1월 28일 ~ 1965년 6월 23일)는 미국의 배우, 연극 배우, 영화배우, 텔레비전 배우이다.

## 영화
- 줄리아 미스비헤이브 (1948년)
- 골칫덩이 (1944년) - 호클리 부인 역
- 히트 퍼레이드 오브 1941 (1940년)
- 오만과 편견 (1940년) - 미시즈 베넷 역
- 뉴 문 (1940년)
- 여자들 (1939년)
- 데인저-러브 앳 워크 (1937년)
- 콜리지 홀리데이 (1936년)
- 레드 갭의 러글스 (1935년)
- 투 포 투나잇 (1935년)
- 더 빅 브로드캐스트 오브 1936 (1935년)
- 식스 오브 어 카인드 (1934년)
- 행복의 추구 (1934년)
- 더 솔리테르 맨 (1933년)
- 천국의 말썽 (1932년)